# Jonathan Galván
Jonathan Galván (Mar del Plata, 25 giugno 1992) è un calciatore argentino, centrocampista del Central Córdoba (SdE) in prestito dall' Argentinos Juniors.

## Carriera
Ha esordito nella massima serie argentina con l'Aldosivi nella stagione 2015.

## Palmarès

### Club

#### Competizioni nazionali
- Trofeo de Campeones de la Liga Profesional: 1

Racing Club: 2022
- Supercopa Internacional: 1

Racing Club: 2022